# Chlorpyrifos-methyl
Chlorpyrifos-methyl ist ein synthetischer Pflanzenschutzmittelwirkstoff mit insektizider und akarizider Wirkung aus der chemischen Familie der Phosphorsäureester. Es handelt sich um das Methyl-Derivat von Chlorpyrifos (Chlorpyrifos-ethyl).

## Gewinnung und Darstellung
Chlorpyrifos-methyl (3) wird industriell durch Umsetzung von 3,5,6-Trichlor-2-pyridinol (TCPy) (1) mit O,O-Dimethylchlorthiophosphat (2) in Gegenwart von Natronlauge unter Abspaltung von Salzsäure hergestellt:

## Eigenschaften
Chlorpyrifos-methyl ist ein farbloser, kristalliner Feststoff mit einem leichten Geruch nach Mercaptan. Es ist nahezu unlöslich in Wasser, kann aber in den meisten organischen Lösungsmitteln gelöst werden. In Anwesenheit von Wasser hydrolysiert Chlorpyrifos-methyl mit einer Halbwertszeit von 9,4 bis 22,7 Tagen bei 25 °C im pH-Bereich von 4,2 bis 8,0. Im Boden konnten Halbwertszeiten zwischen 1,4 und 12,5 Tagen beobachtet werden.

## Wirkung
Die Wirkungsweise von Chlorpyrifos-methyl entspricht der anderer Phosphorsäureester. Es inhibiert in den Nervenzellen das Enzym Acetylcholin-Esterase. Dies bewirkt eine Störung der Reizweiterleitung des Nervensystems, wodurch die Muskelfunktionen zum Erliegen kommen können. Lähmungen bis hin zum Atemstillstand und letzten Endes der Tod können die Folge sein.
Chlorpyrifos-methyl ist ein Insektizid und Akarizid mit breitem Wirkspektrum. Es wirkt sowohl als Kontaktgift als auch als Fraßgift und kann auch zum Ausräuchern verwendet werden.

## Verwendung
Der Wirkstoff wird bereits seit längerer Zeit erfolgreich im Obst-, Gemüse- und Getreideanbau gegen eine Reihe von Schädlingen eingesetzt. Zu den Organismen, gegen die es angewandt wird, zählen unter anderem Schild- und Blattläuse, Raupen, Fliegen, Termiten und Schaben.

## Zulassung

### EU
Chlorpyrifos-methyl wurde in der Europäischen Union 2006 zugelassen. Die Zulassung lief bis zum 31. Januar 2020. Die Mitgliedstaaten mussten spätestens am 16. Februar 2020 ihre Zulassungen für Pflanzenschutzmittel, die Chlorpyrifos-methyl als Wirkstoff enthalten, widerrufen. Etwaige Aufbrauchfristen endeten spätestens am 16. April 2020. In vielen EU-Mitgliedstaaten waren Präparate mit dem Wirkstoff bis zuletzt zugelassen, nicht jedoch in Deutschland.

### Schweiz
In der Schweiz entschied das Bundesamt für Landwirtschaft im Mai 2019, allen Pflanzenschutzmitteln mit den Wirkstoffen Chlorpyrifos-methyl und Chlorpyrifos die Bewilligung zu entziehen und sie schrittweise von Markt zu nehmen. Laut Bundesverwaltungsgericht waren acht Beschwerden gegen diesen Entscheid eingegangen; gemäß Greenpeace und WWF Schweiz u. a. von Dow AgroSciences, Syngenta und Sintrago. Heute sind keine Pflanzenschutzmittel mehr mit Chlorpyrifos-methyl zugelassen.